# 山口県出身の人物一覧
山口県出身の人物一覧（やまぐちけんしゅっしんのじんぶついちらん）は、Wikipedia日本語版に記事が存在する山口県出身の人物の一覧表である。

## 公人

### 首相経験者
- 伊藤博文（初代・第5代・第7代・第10代内閣総理大臣、初代貴族院議長）
- 山縣有朋（第3代・第9代内閣総理大臣）
- 桂太郎（第11代・第13代・第15代内閣総理大臣、拓殖大学創立者）
- 寺内正毅（第18代内閣総理大臣）
- 田中義一（第26代内閣総理大臣）
- 岸信介（第56代・第57代内閣総理大臣）：熊毛郡田布施町（出生地は山口市）
- 佐藤榮作（第61代・第62代・第63代内閣総理大臣、ノーベル平和賞受賞、岸信介の弟）：熊毛郡田布施町
- 安倍晋三（第90代・第96代・第97代・第98代内閣総理大臣、岸信介の孫）：本籍地が長門市。東京都生まれ東京都育ち（成蹊小学校、成蹊中学校、成蹊高等学校、成蹊大学）。選挙区は旧山口1区→山口4区
- 菅直人（第94代内閣総理大臣）：宇部市（本籍地は岡山県久米郡福渡町）。選挙区は東京7区（中選挙区制時代）→東京18区・比例東京ブロック

### 議長経験者
- 大岡育造（第15代、第16代、第20代衆議院議長）
- 重宗雄三（第8代 - 第10代参議院議長）
- 徳永正利（第14代参議院議長）

## その他の政治家
- 青木周蔵  (明治、大正 期の外交官、政治家)
- 安倍源基（元内務大臣）：熊毛郡平生町
- 安倍寛：長門市（旧・大津郡日置村）
- 安倍晋太郎（寛の子、岸信介の娘の夫、晋三の父）：長門市（旧・大津郡油谷町）出身（出生は東京都）
- 伊藤一長（元長崎市長）：長門市
- 井上馨（初代外務大臣）
- 大泉博子
- 河村建夫（元文部科学大臣）：萩市
- 岸信夫（安倍晋太郎の三男、安倍晋三の弟、岸信介の子の養子）：熊毛郡田布施町（出生は東京都）
- 木戸孝允
- 国光文乃（衆議院議員）
- 高村正彦（元外務大臣）：周南市
- 品川弥二郎（第3代内務大臣、産業組合の設立に貢献）
- 曾禰荒助
- 髙木義明（元文部科学大臣）：下関市
- 田中和徳（元復興大臣）
- 出畑実（衆議院議員）
- 中尾友昭（元下関市長）
- 中村勝人（元宇部市長）：宇部市
- 西川貞一：美祢市
- 西村茂生（第2代岩国市長）：岩国市
- 野坂参三：萩市
- 林義郎（元大蔵大臣）：下関市
- 林芳正（義郎の子、元防衛大臣）：下関市
- 林路一（元衆議院議員）：玖阿郡賀見畑村
- 平岡秀夫（衆議院議員）：岩国市
- 広沢真臣
- 吹田愰（元自治大臣）：熊毛郡田布施町
- 福島啓史郎（前参議院議員）：宇部市
- 福田正義（日本共産党（左派）初代議長）:下関市
- 福田良彦（岩国市長）：岩国市
- 藤田忠夫（前宇部市長、元建設省道路局国道1課長）
- 二木謙吾（元参議院議員、元山口県議会議長、元山口県議会議員）
- 二木秀夫（謙吾の子、元参議院議員、元宇部市長）
- 桝屋敬悟：山口市
- 松岡満寿男：光市
- 松岡洋右（元外務大臣）
- 宮本顕治（元日本共産党書記長）
- 柳居俊学（山口県議会議員）
- 山下春江（元衆議院議員、元参議院議員、日本初の婦人議員の1人)
- 山田顕義（初代司法大臣、日本大学学祖）
- 吉武恵市（萩市　元労働大臣・厚生大臣・自治大臣・富山県知事）
- 佐藤和雄

## 官僚
- 飯田俊徳（鉄道庁第一部部長、鉄道技術者）
- 井上勝（初代鉄道庁長官、小岩井農場創業者、汽車製造創業者）
- 遠藤謹助（造幣局長）
- 大賀真一（警察庁刑事局長、警視庁副総監）
- 迫田英典（国税庁長官）
- 玉乃世履（初代大審院長）
- 戸倉三郎（最高裁判所長官、最高裁判所事務総長）: 周南市
- 豊田硬（防衛事務次官）
- 町田顕（第15代最高裁判所長官）:下関市
- 山尾庸三（工部卿、法制局長官）
- 山本麻里（厚生労働省社会・援護局長）: 山口市
- 矢野康治（財務事務次官）

## 軍人・自衛官
- 阿部善次
- 有坂成章
- 井上光
- 宇佐川一正
- 大井成元
- 大島義昌（安倍晋太郎の母は大島の孫娘）
- 岡沢精
- 岡敬純
- 沖原光孚
- 金沢正夫
- 賀谷與吉
- 茅原郁生
- 黒川勇熊（神戸製鋼所初代社長・発動機製造（現・ダイハツ工業）初代社長）
- 児玉源太郎
- 近藤奈津枝
- 佐々木直
- 佐久間左馬太
- 佐藤市郎（岸信介・佐藤栄作の実兄）
- 沢本頼雄
- 滋野清彦
- 重岡康弘
- 勝田四方蔵
- 白根熊三
- 末次信正
- 菅野尚一
- 田中頼三
- 坪井航三
- 徳田金一
- 鳥尾小弥太
- 長岡外史
- 梨羽時起
- 夏川和也
- 西島助義
- 西村精一
- 乃木希典：陸軍大将。出生地は江戸の長府藩（長州藩の支藩）上屋敷（東京）
- 長谷川好道
- 平佐良蔵
- 廣中雅之
- 松田武
- 松村寛治
- 真鍋斌
- 三浦梧楼
- 三好重臣
- 村木鴻二
- 山口素臣
- 山中柴吉
- 山中信儀
- 山根武亮
- 山村浩
- 渡辺章

## 実業家
- 鮎川義介（日産コンツェルン創始者・日産自動車創業者初代社長）
- 阿川甲一（作家阿川弘之の父）
- 有田浩之（ブラックロック・ジャパン社長）
- 石川祝男（バンダイナムコホールディングス元社長、元会長）
- 太田光凞（京阪電気鉄道創業者の1人、4代社長）
- 磯野小右衛門（堂島米会所初代会頭、大阪商工会議所第4代会頭）
- 鋳谷正輔（川崎重工業4代社長）
- 卜部博文（サンデーサン、ジョリーパスタ創業者。トヨタカローラ山口社長。卜部グループ）
- 岡十郎（日本水産捕鯨部の前身の1つ日本遠洋漁業株式会社、のちの東洋捕鯨を創立者）
- 岡村勝正（毛髪クリニックリーブ21創業者）
- 沖原隆宗（UFJ銀行〈現・三菱UFJ銀行〉元頭取）
- 笠井順八（小野田セメント製造（現・太平洋セメント）創業者）
- 賀田金三郎（台湾開拓者。台湾日日新報、台湾銀行、台湾製糖、朝鮮皮革、日本製靴の創立者の1人）
- 金森政雄（三菱重工業社長、経団連副会長）
- 神田忠（日本セレモニー創業者）
- 紀藤閑之介（宇部時報（現・宇部日報）創刊者、第3・6代宇部市長）
- 久原房之助（久原鉱業所（現ジャパンエナジー）・日立製作所創立者）
- 久能祐子（Sucampo Pharmaceuticals共同創業者兼最高経営責任者（CEO）)
- 高羅芳光（富士通6代社長）
- 近藤克彦（元第一勧業銀行頭取、みずほフィナンシャルグループ名誉顧問）
- 齋藤宗房（山口トヨタ自動車社長、テレビ山口社長）
- 坂井保之（元プロ野球ロッテオリオンズ、西武ライオンズ、福岡ダイエーホークス球団代表・プロ野球球団経営評論家）
- 重宗芳水（明電舎創業者）
- 杉道助（大阪商工会議所会頭・海外市場調査会(JETRO)設立）
- 滝川弁三（神戸でマッチ製造・滝川中学創立者）
- 田村市郎（日本水産の前身の1つ田村汽船、のちの共同漁業を創立）
- 佃和夫（三菱重工業社長）
- 手塚猛昌（帝国劇場専務取締役・東京市街鉄道共同創設者）
- 徳力基彦（アジャイルメディア・ネットワーク共同創業者、noteプロデューサー、ブロガー）
- tororo（有限会社サーカス代表取締役会長、有限会社エス・オー・エフ・ティー取締役社長）
- 中川幸次（野村総合研究所元社長）
- 中部慶次郎（マルハ元会長、プロ野球横浜ベイスターズ元オーナー）
- 中村孝（工学博士、電元社製作所元代表取締役、一般社団法人明専会元会長）
- 中村崇則（ラクス創業者・社長、日本の富豪ランキング42位)
- 中村長芳（プロ野球ロッテ、太平洋クラブ元オーナー）
- 中安閑一（宇部興産・元社長、元会長）
- 中山太一（中山太陽堂（現・クラブコスメチックス）創業者）
- 長谷川閑史（武田薬品工業株式会社代表取締役社長兼最高執行責任者〔COO〕）
- 原田康（株式会社ゼンリン代表取締役社長）
- 藤田伝三郎（藤田組の創始者、大阪商工会議所第2代会頭）
- 藤岡市助（東芝の前身の白熱舎、のちの東京電気を創設）
- 藤中章三（日本経営数理コンサルティング創業者・社長）
- 藤野清（元宇部興産専務取締役）
- 藤本万次郎（下関中央魚市場社長・会長、山口県公安委員会委員長、安倍晋太郎後援会会長）
- 吉川征治（エックスネット創業者・初代社長）
- 町田治之（ソニー・ピクチャーズ エンタテインメント元社長、独立行政法人緑資源機構元理事長、森林農地整備センター所長）
- 松原治（紀伊國屋書店代表取締役会長兼CEO）
- 宮坂学（ヤフー株式会社代表取締役社長、東京都副知事）
- 宗岡正二（新日鐵住金代表取締役会長兼CEO、全日本柔道連盟会長）
- 八木重二郎（東日本高速道路会長）
- 矢島作郎（東京電燈のちの東京電力初代社長、大阪紡績のちの東洋紡共同創設者）
- 柳井正（ファーストリテイリング・ユニクロ創業者・代表取締役会長兼社長）
- 山田晁（大阪金属工業（現・ダイキン工業）創業者
- 山本一元（旭化成元社長、旭化成相談役、一般社団法人明専会会長）
- 山本寿宣（東ソー社長、日本ソーダ工業会会長）
- 山本博巳 - (日立物流元社長、日立物流名誉相談役、世界貿易センタービルディング役員)
- 吉末陸一（INGベアリングス日本代表、INGベアリングス証券会長）
- 吉山博吉（日立製作所4代社長）
- 和田恒輔（富士通2代社長）
- 和田紀夫（NTT・代表取締役社長）
- 渡辺剛二（宇部興産初代会長）
- 渡辺祐策（宇部興産創業者、元衆議院議員）
- 岡崎富夢（株式会社PASIO代表取締役社長）

## 歴史上の人物
- 大内弘世（周防国守護大名、大内氏第9代当主） - 正平13年/延文3年（1358年）、長門国守護の厚東義武を破り長門を平定。以後、周防国と長門国の防長二国（現在の山口県）は大内氏が約200年治める。（弘治3年（1557年）、防長経略で毛利氏に滅ぼされるまで）
- 大内義隆（周防国守護大名、大内氏第16代当主） - 大内氏の全盛期を築き、周防・長門・石見・安芸・豊前・筑前の6か国（現在の山口県と、島根県・広島県・福岡県の一部）を領す。
- 陶晴賢（大内氏家臣） - 天文20年（1551年）、大寧寺の変で主君・大内義隆を討ち、義隆の姉の子である大友晴英を大内義長として傀儡の当主に据える。しかし、天文24年（1555年）、厳島の戦いで毛利元就に敗れ自害。弘治3年（1557年）、防長経略で大内氏と陶氏は毛利氏に滅ぼされる。以後、防長二国は毛利氏とその一族である吉川氏が長州藩藩主時代を含め310年以上治める。（明治2年（1869年）、版籍奉還まで）

## 幕末の志士
- 桂小五郎（木戸孝允）：維新の三傑、維新の十傑
- 村田蔵六（大村益次郎）：維新の十傑
- 波多野金吾（広沢真臣）：維新の十傑
- 月性
- 玉木文之進：吉田松陰の叔父。松下村塾を開く。
- 吉田寅次郞（松陰）：松下村塾を引き継ぐ。
- 富永有隣：松下村塾講師。
- 松下村塾塾生
  - 高杉晋作：村塾の双璧、松門の三秀、松門四天王
  - 久坂義助（玄瑞）：村塾の双璧、松門の三秀、松門四天王
  - 吉田稔麿：松門の三秀、松門四天王
  - 入江九一：松門四天王
  - 佐世八十郎（前原一誠）：維新の十傑
  - 伊藤俊輔（博文）：のちの、初代・第5代・第7代・第10代内閣総理大臣
  - 山縣狂介（有朋）：のちの、第3代・第9代内閣総理大臣
  - 寺島忠三郎
  - 時山直八
  - 品川弥二郎
  - 山田顕義
  - 野村靖
  - 松本鼎
  - 岡部富太郎
  - 正木退蔵
- 甲子殉難十一烈士
  - 宍戸真澂
  - 山田亦介
  - 前田孫右衛門
  - 毛利登人
  - 松島剛蔵
  - 大和弥八郎
  - 渡辺内蔵太
- 長州五傑（長州ファイブ）
  - 井上聞多（馨）：外交の父
  - 遠藤謹助：造幣の父
  - 山尾庸三：工学の父
  - 伊藤俊輔（博文）：内閣の父
  - 野村弥吉（井上勝）：鉄道の父
- 桂太郎：のちの、第11代・第13代・第15代内閣総理大臣
- 寺内正毅：のちの、第18代内閣総理大臣
- 小田村伊之助（楫取素彦）
- 杉文（楫取美和子）：吉田松陰の妹。久坂玄瑞の妻、のちに死別。のちに楫取素彦の妻。大河ドラマ『花燃ゆ』の主人公。
- 来原良蔵
- 来島又兵衛
- 周布政之助
- 乃木希典：出生地は江戸の長府藩（長州藩の支藩）上屋敷（東京）
- 三吉慎蔵

## 文化人

### 学者

#### 人文科学者
- 青木正児（中国文学者）
- 浅田栄次（英語学者・日本の英語教育の先駆者）
- 岩崎民平（英語学者）
- 江上波夫（考古学者）
- 国広哲弥（言語学者）
- 酒井智宏（仏語学者）：宇部市
- 齋藤毅（図書館学者・国立国会図書館副館長・図書館短期大学学長）
- 武光誠（歴史学者）
- 田中稲城（官僚・図書館学者・帝国図書館初代館長）
- 名越二荒之助（歴史学者）
- 新村出（言語学者、広辞苑編纂者）
- 奈良本辰也（歴史学者）
- 秦郁彦（歴史学者）
- 宮本常一（民俗学者）
- 村田四郎（神学者、明治学院長）
- 矢野健一 (考古学者)
- 山岸勝榮（英語学者、英和・和英辞典編纂者）

#### 社会科学者
- 亀本洋（法哲学者）
- 河上肇（マルクス主義経済学者）：岩国市
- 北川浩（経済学者・成蹊大学学長）：岩国市
- 吉川元忠（経済学者）
- 末川博（法学者・立命館大学元総長）：岩国市
- 末弘厳太郎（法学者）
- 土井隆義（社会学者）
- 藤田昌久（経済学者）
- 堀内隆治（経済学者）：下関市
- 石隈利紀（学校心理学者、筑波大学副学長）：柳井市
- 井上正一（法学者）：長門市

#### 自然科学者
- 伊藤芳夫（植物研究家、サボテンに関する一般向けの著作を出版）：宇部市
- 岩政輝男（病理学者、元琉球大学学長）：下関市
- 岡村定矩（天文学者、東京大学副学長）：下関市（旧・豊浦町）
- 小川修三（物理学者）
- 神田啓治（工学者）
- 時重初熊（獣医学者）
- 平田義正（有機化学者）
- 広中平祐（数学者、数学のノーベル賞といわれるフィールズ賞を受賞）：岩国市由宇町
- 福江純（天文学者）：宇部市
- 藤永元作（水産学者、クルマエビ養殖の先駆者）：萩市
- 藤本眞克（天文学者）：山口市
- 清木元治（分子生物学者）
- 清水勤二（電気工学者、名古屋工業大学初代学長）

#### 医学者
- 本庶佑（医化学・分子免疫学、ノーベル生理学・医学賞受賞）：京都市生まれ、宇部市育ち

### 画家
- 香月泰男（洋画家）：大津郡三隅町（現：長門市三隅中）
- 狩野芳崖：下関市
- 小林和作
- 高島北海
- 難波平人：熊毛郡上関町
- 長谷川三郎 (洋画家)
- 松林桂月(南画家。防長倶楽部（山口県人会）サイトの題字は桂月の揮毫である)
- 西村不可止 (洋画家)
- 森寛斎
- 横山沙季 (水彩画家)

### 彫刻家
- 大塚楽堂

### 陶芸家
- 大和保男

### 書家
- 國重友美：山口市
- 万美：下関市

### 写真家
- 野村佐紀子（写真家）：下関市
- 橋田信介（フリージャーナリスト・戦場カメラマン）：宇部市
- 畑谷友幸（写真家）：防府市
- 林忠彦（写真家）:周南市（旧・徳山市）
- 福島菊次郎（報道写真家、ノンフィクション作家）：下松市
- 藤井旭（天体写真家）：山口市
- 吉田正（写真家）

### 建築家
- 小川晋一
- 片山東熊（東宮御所、のちの赤坂離宮、現迎賓館・奈良国立博物館、京都国立博物館、東京国立博物館表慶館など）
- 窪田勝文
- 三分一博志

### 作家
- 赤江瀑：下関市
- 飛鳥高
- 岩川隆：岩国市
- 岩瀬成子：岩国市
- 伊集院静（直木賞作家）：防府市
- 上野英信：山口市
- 宇野千代：岩国市
- 梶永正史（このミステリーがすごい！大賞 大賞受賞）：長門市
- 嘉村礒多：山口市
- 北森鴻：下関市
- 国木田独歩：千葉県生まれ、山口県育ち
- 重松清（直木賞作家）：岡山県生まれ、山口県育ち、山口高校卒
- 斯波四郎：山口市（芥川賞作家）
- 髙樹のぶ子：防府市（芥川賞作家）
- 高島雄哉 : 宇部市生まれ、周南市育ち
- 豊田行二：下関市
- 林芙美子：下関市
- 船戸与一：下関市（直木賞作家）
- 古川薫:下関市（直木賞作家）
- 松本清張:下関市（広島県生まれ、幼少期を下関で過ごす）
- 森福都：周防大島町
- 田中慎弥：下関市（芥川賞作家）
- 阿川弘之：(本籍地が美祢郡伊佐村）
- 室積光：光市

### 漫画家
- 青池保子：下関市
- 秋★枝
- 池野雅博
- 乾はるか
- 漆原友紀
- 太田早紀
- オキモト・シュウ
- カレー沢薫
- 河野慶
- 義山亭石鳥
- 桐木憲一
- 極山裕：宇部市
- くまがい杏子
- 小池田マヤ：光市
- 小坂俊史：下関市
- 佐伯かよの：萩市
- さかもとみゆき：山口市
- 桜井亜都
- 貞本義行：周南市
- 関よしみ：下関市
- ソルボンヌK子：宇部市
- 田中モトユキ：長門市
- なかはらかぜ：山陽小野田市
- 七瀬葵：萩市
- はしもといわお：宇部市
- 葉月抹茶
- 弘兼憲史：岩国市
- 福地カミオ
- FURU
- まがりひろあき
- 松田妙子：下関市
- 松本トモキ
- 水野英子：下関市
- 溝口涼子
- 森園みるく：周南市
- 山本貴嗣：防府市
- 遊人：宇部市
- まっつー：宇部市
- 山野りんりん：山口市
- 迫稔雄：下関市

### 映画監督
- 庵野秀明：宇部市
- 片山修
- 斎藤光正:下関市
- 佐々部清:下関市
- 重宗和伸
- 原一男：宇部市
- 山田洋次：（大阪生まれ・少年期を満州、青年時代を宇部市で過ごした）

### アニメーション制作関係者
- 貞光紳也（アニメ演出家、監督）：防府市
- 久行宏和（アニメーター、キャラクターデザイナー）：周南市
- 山野辺一記（アニメ脚本家）：下関市
- 吉田茂承（アニメ演出家）：下関市
- 大塚康生（アニメーター、キャラクターデザイナー）：山口市（出生は島根県 青年時(8歳から21歳まで)は山口市、山口県庁総務部統計課に就職していた事もある）

### イラストレーター
- 尾崎真吾（アニメーター、イラストレーター）
- 桜沢いづみ
- たにはらなつき（イラストレーター、漫画家）
- りおた（スポーツイラストレーター）

### 俳人・詩人・歌人
- 金子みすゞ（金子みすず）：長門市
- 種田山頭火（明治～昭和初期の俳人）：防府市
- 中原中也（昭和初期の詩人）：山口市
- 田上菊舎（江戸期の女流歌人、別名は女芭蕉）：下関市（旧：豊北町）
- 礒永秀雄（昭和中期の詩人）：光市
- 木下龍也（平成後期〜令和の歌人）：周南市

### 作詞家・作曲家
- 有馬三恵子（作詞家、「17才」「それ行けカープ〜若き鯉たち」他）：防府市
- 池田大介（編曲家・キーボーディスト・ディレクター）：大島郡周防大島町
- 池永康記 (作詞家/プロデューサー：バーニング/柳ジョージ、鼓動/世良公則　他）：大島郡周防大島町
- 宇津本直紀（作曲家、「未来のために」「夢であるように」）
- 大津あきら（作詞家、「さよならのオーシャン」「輝きながら...」「DAYBREAK」他）
- 大村能章（作曲家）
- 小幡英之（作詞家・作曲家・プロデューサー、「また あした」「YUME日和」「仮面」他）
- 加藤恒太（作曲家・編曲家、「弟切草」「かまいたちの夜」「街〜運命の交差点」「不思議のダンジョン トルネコの大冒険」「不思議のダンジョン トルネコの大冒険2」他）：宇部市
- 河村知之（作曲家・サウンドデザイナー、「セガラリーシリーズ」「首都高バトルシリーズ」「湾岸ミッドナイトシリーズ」「絶体絶命都市2」「Sound of Honda Ayrton Senna 1989」他）：山口市
- 国吉良一（作曲家・編曲家・プロデューサー・キーボード奏者）：宇部市
- 末廣健児（作曲家・編曲家・マンドロンチェロ奏者・指揮者）
- 鈴木淳（作曲家）：防府市
- 伊達歩（作詞家・「ギンギラギンにさりげなく」「情熱☆熱風・せれなーで」「愚か者」他）
- 田中穂積（作曲家、海軍軍人）
- 星出尚志（作曲家）：周南市
- 星野哲郎（作詞家、「アンコ椿は恋の花」「男はつらいよ」「黄色いさくらんぼ」「兄弟船」「三百六十五歩のマーチ」「自動車ショー歌」「昔の名前で出ています」「なみだ船」「兄弟仁義」「函館の女」「風雪ながれ旅」「北の大地」他）：大島郡周防大島町
- まど・みちお（童謡詩人、「ぞうさん」「やぎさんゆうびん」「いちねんせいになったら」「ふしぎなポケット」他）
- 光田康典（作曲家、「クロノ・トリガー」「クロノ・クロス」「ゼノギアス」「ゼノサーガ エピソード I」「シャドウ・ハーツ」他）
- 山本和智（作曲家）：萩市
- 吉岡治（作詞家、「真っ赤な太陽」「さざんかの宿」「命くれない」「天城越え」他）
- 吉田矢健治（作曲家）：岩国市
- 和田薫（作曲家）：下関市
- Ayase（作曲家）：宇部市

### アナウンサー・キャスター
NHK
（現在所属の放送局などは各人物の項目を参照すること）
- 伊東敏恵：周南市
- 井原陽介：下関市
- 児林大介：下関市
- 佐々生佳典：岩国市
- 塩屋紀克：広島県大竹市生まれ、岩国市育ち
- 清水敬亮：宇部市
- 高山哲哉：宇部市
- 藤井克典
- 藤重博貴：岩国市
- 松苗竜太郎：主な生育地は東京都
- 山本哲也：萩市

KRY山口放送
- 勝津正男：下関市
- 國本泰功：周南市（旧・熊毛町）
- 渡辺三千彦：周南市
- 高松綾香：防府市

tysテレビ山口
- 横溝洋一郎：下関市

yab山口朝日放送
- 井川弘宜：下関市

その他
- 安宅晃樹（フジテレビ）：宇部市
- 井上雪彦（元山口放送）:下関市豊浦町
- 河村太朗（元NHK）：下関市
- 木村洋二（札幌テレビ）：下関市
- 国広正夫（ラジオ関西）:下関市
- 斎藤隆也（元NHK）：周防大島町
- 斉藤まりあ（元日本テレビ）：周南市（佐藤良子は徳山高校の2つ下の後輩であり、同じ日本テレビに入社した。）
- 佐藤史依（くまもと県民テレビ）：下関市
- 佐藤良子（日本テレビ）：周南市
- 沢田幸二（九州朝日放送アナウンス部長）：岩国市
- 新保友映（ニッポン放送）：岩国市
- 砂山圭大郎（文化放送）：下関市
- 道上洋三（朝日放送取締役。アナウンサー職務兼任）：平生町
- 德田聡一朗（フジテレビ）：山口市
- 中村克洋（フリー・元NHK）：岩国市
- 林恵子（元プロ野球選手・松中信彦夫人。セントフォース所属・元静岡放送）：山陽小野田市
- 藤岡宗我（読売テレビ）：宇部市
- 藤本景子（関西テレビ）：防府市
- 藤本晶子（東海テレビ 元・札幌テレビ）：防府市
- 村中智絵（メ～テレ、ボイスワークスからの派遣　元・山口朝日放送）：岩国市
- 矢田部ゆか（エフエム佐賀から静岡放送を経て南海放送）：周防大島町
- 山根基世（元NHKアナウンス室長）：防府市
- 吉田治美（朝日放送から山口放送に転籍、1994年退社独立）：岩国市錦町

### その他の文化人
- 岩上順一（文芸評論家・翻訳家）：山口市
- 岩見隆夫（毎日新聞東京本社編集局顧問（政治担当）・論説委員、サンデー毎日編集長、編集局次長歴任）：防府市
- 魚谷哲央（事業家・維新政党・新風代表）
- 大高猛（グラフィックデザイナー・大阪万博シンボルマーク、日清カップヌードルパッケージデザイン、全国選抜高校野球のメダル、関西空港のキャラクター「カンクン」などを手がけた）:下関市
- 岡久雄（金融問題専門の著述家・市民運動家。「こんな銀行ゼッタイ許せん！」の著者。）
- 小川功太郎（ジャーナリスト）：宇部市
- 金澤萌（左官職人）
- 上山雅輔（劇作家、劇団若草を創設、金子みすゞの弟）：長門市
- 河上徹太郎（文芸評論家・翻訳家）
- 紀藤正樹（弁護士）：宇部市
- 塩田丸男：下関市
- ターザン山本（スポーツライター）：岩国市
- 手塚英孝（文芸評論家・小説家）：光市
- 寺川奈津美（気象予報士）：下関市
- 名越稔洋（ゲームクリエイター・株式会社セガゲームス取締役・株式会社セガ・インタラクティブ取締役）：下関市
- 成瀬仁蔵（教育者・日本女子大学創設者）
- 西村俊三（医師）
- 西村卓爾（歯科医師）
- 浜田敬子（ジャーナリスト、元Business Insider Japan統括編集長、元AERA編集長）：徳山市（現・周南市夜市）
- 日野原重明（医師・病院理事）
- 弘中又一（教育家・夏目漱石の小説『坊っちゃん』のモデル）：都濃郡湯野村（現：周南市）
- 福田靖（脚本家）：周南市
- 真柴あずき（演劇集団キャラメルボックス脚本・演出家）
- 松浦晃一郎（第8代ユネスコ事務局長）：山口市
- 三上真司（ゲームデザイナー）：岩国市
- 宮岡寛（ファミコン神拳のミヤ王・ゲームクリエイター）：防府市
- 村上水軍（イラストレーター）
- 村中李衣（児童文学作家・児童文学研究者・大学教授）
- メイ牛山（美容家）：防府市
- 山際澄夫（ジャーナリスト・元産経新聞記者）：下関市
- 山根キク　(ジャーナリスト・日本初の家政婦協会を設立する。政治家)　：萩市

- 山本祐司（ジャーナリスト・元毎日新聞記者・日本記者クラブ賞受賞）：萩市
- 吉田照幸（NHKディレクター、演出家。「サラリーマンNEO」企画、「あまちゃん」演出）：防府市

## 芸能人

### アイドル
- 岡村有希子：下関市
- 西村知美：宇部市
- 正木慎也（元・忍者）：和木町
- 道重さゆみ（元・モーニング娘。）：宇部市
- 芳本美代子：宇部市

#### アイドルグループ
- AKB48グループ
  - AKB48
    - 下尾みう：山口市

  - NMB48
    - 山本望叶

  - HKT48元メンバー
    - 古森結衣：光市
    - 村重杏奈（元NMB48）：和木町

  - STU48元メンバー
    - 大谷満理奈（現・星乃まりな）：岩国市
    - 瀧野由美子：山口市（香川県生まれ）
- お掃除ユニットCLEAR'S
  - 夏奈子：周南市
  - 南鈴々華
- 櫻坂46
  - 谷口愛季：岩国市
- 青SHUN学園元メンバー
  - 春乃美月：山口市（2014年3月卒業/現・女優)
- 高嶺のなでしこ
  - 橋本桃呼：山口市
- 10COLOR'S
- 東京パフォーマンスドール
  - 櫻井紗季
- 日向坂46
  - 河田陽菜：下関市
- Yamakatsu
- 超特急
  - 森次政裕

### 歌手
- あさみちゆき：光市
- 入山アキ子：美祢市
- 音羽しのぶ（司千恵子）：旧・山陽町
- GAO：周南市
- 金子美香：宇部市
- 岸川美好：宇部市
- きただにひろし：旧・須佐町
- SATOMI'：宇部市
- 鶴田六郎
- 野々村彩乃:下関市
- 林伊佐緒：下関市
- 藤重政孝：岩国市（周東町）
- 藤原義江：下関市
- 二村定一：下関市
- 松島詩子：柳井市
- 森進一：山梨県甲府市生まれ、幼児期から中学3年途中まで下関市
- 山口瑠美：岩国市
- 山本譲二：下関市

### グループ・デュオ
- Kinji（pool bit boys）：宇部市
- コシバKEN（ET-KING）：下関市
- TAKAHIRO（EXILE）：下関市
- 田村キョウコ（サンタラ）：岩国市

### シンガーソングライター
- 生田敬太郎：防府市
- 清木場俊介（元・EXILE・SHUN）：宇部市
- SION（シオン）：下関市
- 陣内大蔵：宇部市
- ちひろ：山口市
- 宮本浩次
- 山崎まさよし：滋賀県大津市生まれ、防府市育ち

### バンド
- アンジー：長門市
- KATZE（中村敦、尾上賢、高山克彬、高山靖彬）：下関市
- 吉崎勝正（クリスタルキング）：下関市
- 辻畑鉄也（ピカソ）宇部市
- 堤晋一（Bivattchee）：下関市
- 松岡充（SOPHIA）：岩国市（4歳から小学4年まで）
- マモル・マヌー（三枝マモル・ザ・ゴールデン・カップス）
- 沖裕志（Sound Schedule）：周南市
- マシータ（BEAT CRUSADERS）：下関市
- 笹原翔太（absorb）:柳井市
- gure（Hawaiian6）：周南市

### ミュージシャン
- Ayase（YOASOBI）：宇部市
- 一楽儀光（どらビデオ）：山口市
- 宇津本直紀（元・DEEN ドラムス、音楽プロデューサー）：岩国市
- オリタノボッタ（サックス奏者・BIG HORNS BEE）：下関市
- Karyu（ギタリスト、D'espairsRay、現Angelo）
- 河合わかば（トロンボーン奏者・BIG HORNS BEE）：下関市
- 桑野聖（ヴァイオリニスト・音楽家・作曲家）：山口市
- 小林愛実（ピアニスト・2021年ショパン国際ピアノコンクール第4位）：宇部市
- 末延麻裕子（ヴァイオリニスト）：光市
- 末廣健児（作曲家・編曲家・マンドロンチェロ奏者・指揮者）
- 匠 （作曲家、ギタリスト・sukekiyo)：下関市
- ヒゲドライバー（歌手、DJ、ヒゲドライVANVo&Gt）：宇部市
- フルカワユタカ（DOPING PANDA）：山口市
- マシュー・キイチ・ヒーフィー（Triviumのギタリスト兼ヴォーカリスト）：岩国市
- 山下やよい（マリンバ奏者（岩国市優秀文化賞受賞））：岩国市

### お笑いタレント
- ぁみ（ありがとう）：宇部市
- いかちゃん：周南市
- 池田57CRAZY（完熟フレッシュ）：宇部市（相方で娘の池田レイラは東京都西東京市）
- うをとも：長門市
- 小野竜輔（CITY、元ダイヤモンド）：宇部市
- 岸健之助（ネルソンズ）：下関市
- 木本悠斗（20世紀）：山陽小野田市
- しげ（20世紀）：美祢市
- 松陰寺太勇（ぺこぱ）：光市
- 白珠イチゴ：周南市
- 末成映薫：宇部市
- 田村淳（ロンドンブーツ1号2号）：下関市
- 中田敦彦（オリエンタルラジオ）：山口市（大阪府高槻市生まれ山口市育ち）
- ニシダ（ラランド）：宇部市
- 波田陽区：下関市
- 羽田昇平（ショウショウ）：周南市
- ふく子（山口ふく太郎・ふく子）：周南市（相方で夫のふく太郎は埼玉県北本市） - 吉本興業の「山口県住みます芸人」
- 藤本聖（元・ソーセージ、元・ジュリエッタ）：周防大島町
- ぶるぼん：山口市 ※現在は柳井市平郡島在住
- まちゃあき（エグスプロージョン）：下関市
- 松村邦洋：熊毛郡田布施町
- 三浦リョースケ（元・ネイチャーバーガー）：下関市（出生地。出身は福岡県北九州市）
- やす子：宇部市
- 八十島弘行（2700）：下関市
- 吉村憲二（ブロードキャスト!!）：下松市
- 渡辺博基（元・マンキンタン）：周南市
- 我こそは田中：周南市

### タレント
- 青木美津子 - モデル：下関市
- えもとりえ - ローカルタレント、通称えもりえ：熊毛郡田布施町
- 大谷泰彦 - ローカルタレント、通称ヤスベェ：長門市
- 沖永優子 - ローカルタレント、通称おっきー：大島郡
- 佐藤祐羅 - グラビアアイドル
- セニョール小林：山口市
- 朋未 - モデル：下関市

### 俳優
- 赤崎月香
- 泉晶子：山口市
- 大友柳太朗
- 岡田ひとみ：下関市
- 岡本信人：岩国市
- 緒川たまき：周南市
- 片桐竜次：下関市
- 川野太郎：山口市
- 剛州：下関市
- 木暮実千代：下関市
- 小林且弥：下関市
- 櫻井麻七：下松市
- 嶋村かおり：旧・小野田市
- 城野ゆき：萩市
- 瀧山久志：萩市
- 田中絹代：下関市
- 田辺誠一：東京都生まれ小郡町（現·山口市）育ち
- 楠城華子：下関市
- 西岡竜一朗：光市
- 長谷川真弓：萩市
- 原田大二郎：光市
- 原貴和
- 平井佑季：岩国市
- 平岡祐太：玖珂郡
- 藤田三保子：宇部市
- 冬野心央
- 前田吟：防府市
- 益岡徹：下関市
- 又野誠治：岩国市
- 松田優作：下関市
- 松林慎司：岩国市
- みずと良
- 森囿麻衣子
- 山下真司：下関市
- 細川俊之：下関市
- 兼崎健太郎
- 春乃美月：山口市
- 吉賀陶馬ワイス：萩市
- 香綾しずる
- 都志見久美子：萩市

### 声優
- 今井麻美：周南市
- 織江珠生：防府市
- 神代知衣：下関市
- 美波わかな：下関市
- 佐倉薫
- 竹本英史
- 谷山紀章：宇部市
- 徳本恭敏：山口市
- 難波圭一：岩国市
- 原田ひとみ：宇部市
- 遠近孝一
- 三戸耕三
- 葉山翔太
- 安元洋貴
- 若本規夫：下関市

### 落語家
- 春風亭正朝：防府市
- 鈴々舎馬るこ：防府市

### その他の芸能人
- 伊津美敬（芸能プロデューサー）：山陽小野田市
- 大橋照子（ラジオパーソナリティー）
- 菊田あや子（芸能リポーター）：下関市
- 二家本辰巳（殺陣師・俳優）：周南市

### アダルトタレント
- 大空あすか（元AV女優、ストリッパー）
- 乙都さきの（元AV女優）
- つぼみ（AV女優）
- 深津映見（元AV女優）
- 眞雪ゆん（藤宮櫻花）（AV女優）
- 三田友穂（伊藤千夏）（元AV女優）
- 鮫島るい（AV女優）

## スポーツ選手

### 力士

#### 元力士
- 魁傑將晃：岩国市
- 琴岩国武士：岩国市
- 豊響隆太：下関市（旧・豊浦町）
- 豊真将紀行：下関市（旧・豊浦町）

### 柔道
- 阿武教子（世界選手権4連覇・アテネ五輪78キロ級金メダリスト）萩市（旧・福栄村）
- 大野将平（リオデジャネイロオリンピック金メダリスト・2020年東京オリンピック金･銀メダリスト・世界柔道選手権73キロ級金メダリスト）山口市
- 上川大樹（ 世界柔道選手権無差別級金メダリスト）山口市
- 西山将士（ロンドンオリンピック90キロ級銅メダリスト）下関市
- 原沢久喜（リオデジャネイロオリンピック銀メダリスト・柔道グランドスラム100キロ超級金メダリスト・2020年東京オリンピック銀メダリスト）下関市

### 空手道
- 中山正敏（日本空手協会設立者）

### 野球

#### 現役選手
- 清水優心（北海道日本ハムファイターズ）：周防大島町
- 平田真吾（カラチ・モナークス 、元横浜DeNAベイスターズ）：下関市
- 山野太一（東京ヤクルトスワローズ）：山口市
- 椋木蓮（オリックス・バファローズ）：山陽小野田市
- 藤田和樹（千葉ロッテマリーンズ）：下関市

#### 元選手・関係者
- 秋村謙宏（元広島東洋カープ - 日本ハムファイターズ、現プロ野球審判員）：宇部市
- 有田修三（元近鉄バファローズ - 読売ジャイアンツ福岡ダイエーホークス、現解説者）：宇部市
- 飯田宏行（元広島東洋カープ、現整体師）：田布施町
- 池永正明（元西鉄ライオンズ）：下関市
- 岩本輝（元阪神タイガース - オリックス・バファローズ）：防府市
- 上本達之（元埼玉西武ライオンズ）：宇部市
- 大河原栄（元中日ドラゴンズ）：下関市
- 大町定夫（元阪神タイガース）：光市
- 岡村隆則（元西武ライオンズ）：柳井市
- 門田博光（元南海ホークス - オリックス・ブルーウェーブ - 福岡ダイエーホークス）：山陽小野田市（旧小野田市）
- 金子洋平（元北海道日本ハムファイターズ）：下関市
- 亀井進（元大洋ホエールズ）：下関市
- 河村健一郎（元阪急ブレーブス、現解説者）：柳井市
- 河本育之（元東北楽天ゴールデンイーグルス）：田布施町
- 木本茂美（元広島東洋カープ）：周南市（旧徳山市）
- 高村良嘉（元読売ジャイアンツ）：光市
- 児玉龍也（元福岡ソフトバンクホークス）：下関市
- 佐伯和司（元広島東洋カープ - 日本ハムファイターズ）：岩国市
- 椎木匠（埼玉西武ライオンズ、ブルペン捕手）：周南市
- 嶋田哲也（元阪神タイガース、現プロ野球審判員）：山陽小野田市
- 嶋村一輝（元オリックス・バファローズ  - 横浜DeNAベイスターズ、現横浜DeNAベイスターズ二軍打撃コーチ）：下関市
- 高木真一（元広島東洋カープ）：山口市
- 高木豊（元大洋ホエールズ - 日本ハムファイターズ）：防府市
- 高橋明（元読売ジャイアンツ - 西鉄ライオンズ）：防府市
- 玉峰伸典（元読売ジャイアンツ - 近鉄バファローズ）：下関市
- 津田恒美（元広島東洋カープ）：周南市（旧新南陽市）
- 土井雅弘（元福岡ダイエーホークス - オリックスブルーウェーブ）：光市
- 遠井吾郎（元阪神タイガース）：平生町
- 戸川一郎（元南海ホークス - 東映フライヤーズ、現プロゴルファー）
- 戸倉勝城（元毎日オリオンズ - 阪急ブレーブス、監督）：下関市
- 中村恵吾（元福岡ソフトバンクホークス、現シンセリティ硬式野球部所属）：山陽小野田市
- 中村正義（元太平洋クラウンライター）
- 西本和美（元読売ジャイアンツ - 日本ハムファイターズ）：防府市
- 原田豊（北海道日本ハムファイターズファーム総合コーチ）
- 平山菊二（元読売ジャイアンツ - 大洋ホエールズ）：下関市
- 廣田浩章（元読売ジャイアンツ - 福岡ダイエーホークス - ヤクルトスワローズ - 近鉄バファローズ、現福岡ソフトバンクホークススコアラー）：萩市
- 福島知春（元読売ジャイアンツ - ロッテオリオンズ）
- 藤島誠剛（元日本ハムファイターズ）：岩国市
- 藤谷洸介（元阪神タイガース）：周南市
- 藤本和宏（元西武ライオンズ - 広島東洋カープ）
- 藤本英雄（元読売ジャイアンツ - 中日ドラゴンズ - 読売ジャイアンツ投手、監督）：下関市（朝鮮釜山生まれ下関市育ち）
- 古田忠士（元大洋ホエールズ）
- 前田三郎（元広島東洋カープ）
- 正木雄大（プロ野球審判員）：宇部市
- 松本龍憲（元福岡ソフトバンクホークス、福島レッドホープス）：山口市
- 御園生崇男（元阪神タイガース）：防府市
- 道原裕幸（元広島東洋カープ）：柳井市
- 宮﨑敦次（元千葉ロッテマリーンズ）：下関市
- 宮本和知（元読売ジャイアンツ）：下関市
- 森慎二（元西武ライオンズ - レイズ、現埼玉西武ライオンズ投手コーチ）：岩国市
- 森永勝也（元広島東洋カープ）：柳井市
- 山本和男（元広島東洋カープ - オリックス・ブレーブス）：光市（旧大和町）
- 吉本博 (元太平洋クラブライオンズ)(クラウンライターライオンズ)(横浜大洋ホエールズ)(韓国 OBベアース. 太平洋ドルフィンズ. 斗山ベアース) : 周南市(旧 徳山市)
- 米正秀（元横浜ベイスターズ）：山口市

#### 女子プロ野球
- 磯崎由加里（埼玉アストライア）

### サッカー
- 和泉新（アトレティコ・デ・コルカタ）：下関市、インド代表
- 井原伸太郎（テゲバジャーロ宮崎）
- 岩政大樹（鹿島アントラーズ監督）：周防大島町（旧・大島町）、元・日本代表
- 河野孝汰（レノファ山口FC）：周南市
- 菊本侑希（元広島F・DO）：山口市
- 清永丈瑠（レノファ山口FC）：周南市
- 久保裕也（FCシンシナティ）：山口市、元日本代表
- 藏川洋平（元ロアッソ熊本）：山陽小野田市（旧・小野田市）
- 末岡龍二（元プネーFC）：光市
- 高杉亮太（栃木SC）：宇部市
- 高松大樹（元大分トリニータ）：宇部市、元・日本代表
- 田中達也（アルビレックス新潟）：周南市（旧・徳山市）、元・日本代表
- 田中陽子 （ノジマステラ神奈川相模原）：山口市
- 冨田大介（水戸ホーリーホック）：宇部市
- 中原貴之（ラインメール青森FC）：山口市
- 中山元気（レノファ山口FCコーチ）：下関市
- 野村直輝（大分トリニータ）：下関市
- 原川力（サガン鳥栖）：山口市
- 半田優希（FC刈谷）：山口市
- 平田拳一朗（元FC琉球）
- 藤原奏哉（ギラヴァンツ北九州）：
- 宮本亨（元ギラヴァンツ北九州）：下関市
- 安田邦子（レノファ山口FCレディース）：山陽小野田市
- 安永聡太郎（元SC相模原監督）：宇部市
- 山本駿亮（レノファ山口FC）：萩市
- 吉弘充志（元MIOびわこ滋賀）：下松市

### ラグビー
- 加藤誠央
- 佐藤大樹
- 中野将宏
- 平井建多:萩市
- 弘津英司
- 矢次啓佑
- 山内俊輝：宇部市

### バレーボール
- 奥村麻依（ナコンラチャシマ）：長門市
- 河村聖子（トヨタ車体クインシーズ）：防府市
- 先野久美子（久光製薬スプリングス）：下関市
- 佐々木萌（岡山シーガルズ）：山陽小野田市
- 佐々木侑（岡山シーガルズ）：山陽小野田市
- 高木理江（JTマーヴェラス）：防府市
- 徳富斌（東京オリンピック銅メダリスト）：防府市
- 宝来麻紀子（元JTマーヴェラス）：宇部市
- 山下規子（ミュンヘンオリンピック銀メダリスト）

### バスケットボール
- 小川忠晴（新潟アルビレックスBBラビッツヘッドコーチ）：下関市
- 河村勇輝（三遠ネオフェニックス）
- 佐古賢一（元いすゞ自動車-アイシン精機）：岩国市
- 高崎ひとみ（元アイシン・エィ・ダブリュ ウィングス）
- 中川和之（環太平洋大学女子バスケットボール部監督）：下関市
- 長谷川知代（元日本航空）
- 原田裕花（元ジャパンエナジー）：周南市（旧・新南陽市）

### ボクシング
- アクセル住吉（下関市）
- 大中元気
- 廣本江瑠香（岩国市）
- 三好喜美佳（下関市）

### プロレスラー
- 大谷晋二郎：山口市
- 佐山聡（初代タイガーマスク）：下関市
- 長州力：周南市（旧・徳山市）
- 藤田ミノル：山陽小野田市（旧・小野田市）
- 山本宜久：下松市
- 岩谷麻優：美祢市
- 海樹リコ：下関市
- KAIRI：光市
- 前村早紀：下関市
- 宮城倫子：山口市
- 心希

### 格闘技
- シーザー武志（シュートボクシング）
- 緒形健一（シュートボクシング）：長門市
- ウエンツ☆修一（キックボクシング）：徳山市
- 弘中邦佳（総合格闘家）
- 毛利昭彦(総合格闘家)：周南市
- 浜崎朱加(総合格闘技アトム級世界一)

### 陸上競技
- 油谷繁（男子マラソン・アテネ五輪5位入賞）：長門市
- 国近友昭（男子マラソン・アテネ五輪日本代表）：光市
- 嶋原清子（女子マラソン・世界陸上大阪大会日本代表）：周防大島町
- 高島由香（女子10000m・リオデジャネイロ五輪日本代表）：防府市[1]
- 田島直人（三段跳び・ベルリン五輪金メダリスト）：岩国市
- 中本健太郎（男子マラソン・ロンドン五輪6位入賞）：下関市
- 信岡沙希重（短距離・元女子200m日本記録保持者）：下関市
- 道下美里（ブラインドマラソン・リオデジャネイロパラリンピック銀、東京パラリンピック金）：下関市

### 競輪選手
- 桑原大志
- 佐古雅俊：岩国市
- 清水裕友：防府市
- 西村亀
- 三輪梓乃：岩国市

### その他のスポーツ選手
- 今村豊（競艇）：山陽小野田市
- 上田正造（自称元レーシングライダー）：宇部市
- 金澤利翼（ボディビルダー、トレーナー）
- 木下彩（ゴルファー）
- 高木真一（レーシングドライバー）：柳井市
- 竹谷佳孝（ゴルファー）：山口市
- 中部銀次郎（ゴルファー）：下関市
- 長岡三重子（水泳）： 周南市（旧・徳山市）
- 花原勉（レスリング・1964年東京五輪金メダリスト）：下関市
- 藤井かすみ（プロゴルファー）：岩国市
- 藤原克昭（レーシングライダー）：下関市
- 宮崎敦（レーシングライダー）：下関市
- 吉開菜央（ダンサー・米津玄師の楽曲「Lemon」のMVなど）：光市

## その他

### 宗教家
- 桂庵玄樹
- 澤山保羅（牧師・梅花女子大学創立者）
- 島地黙雷
- 友清歓真
- 福永法源
- 南村梅軒
- 小池龍之介（山口市）

### 性風俗関係者
- 下関マグロ（増田剛己）（フリーライター）：下関市生まれ防府市育ち

### 将棋棋士
- 徳田拳士

### その他の人物
- 梅森徹（勤労者退職金共済機構理事長、全国地方銀行協会常務理事、日本銀行名古屋支店長）：岩国市[2]
- 浴田由紀子（東アジア反日武装戦線、日本赤軍）：長門市
- 玉国光男（高校野球監督）：宇部市
- 国近斉 - 引きこもり支援活動家。
- ひろはす（YouTuber）
- いずちのの（動画配信者）

### 架空の人物
- 佐々木小次郎（吉川英治の小説『宮本武蔵』）：周防国岩国（岩国市）　※史実の佐々木小次郎の出身地は諸説あり。
- 山口さん（『四十七大戦』）
- 岩国くん（『四十七大戦』）
- 山口県（『うちのトコでは』）
- 山口桂小（『もえちり!』）
- 山口六平太（『総務部総務課山口六平太』）
- 毛利伸（『鎧伝サムライトルーパー』）
- 青田赤道（『嗚呼!!花の応援団』）
- 五ツ橋ギン（『新幹線変形ロボ シンカリオン』）
- 五ツ橋ジョウ（『新幹線変形ロボ シンカリオン』）
- エイサップ・鈴木（『リーンの翼』）：岩国市
- 榎木祐介（『モンキーターン』）：下関市
- 島耕作（『島耕作シリーズ』）：岩国市　※作者の弘兼憲史と同じ
- 杉坂海（『アイドルマスター シンデレラガールズ』）
- 的場梨沙（『アイドルマスター シンデレラガールズ』）
- 馬場このみ（『アイドルマスター ミリオンライブ!』）
- 桑山千雪（『アイドルマスター シャイニーカラーズ』）
- 津崎平匡（『逃げるは恥だが役に立つ』）
- 長門櫻 （『温泉むすめ』）
- 湯田薫（『温泉むすめ』）
- 石岡和己（『御手洗潔シリーズ』）

## 山口県ゆかりの人物

### 山口県ゆかりの歴史上の人物
- 仲哀天皇 - 皇居は穴門豊浦宮（あなとのとゆらのみや）。長門豊浦：下関市
- 菅原道真 - 宮中での権力争いで失脚し、九州の大宰府に流されていく道筋で光、防府などに宿泊する。道真が亡くなった翌年に創建された防府天満宮（防府市）が残る（日本最初の天満宮）。
- 清原元輔、元輔の娘：諾子（清少納言） - 元輔は周防守に任ぜられ周防国へ赴任する。娘の諾子も同行する。周防国国府：防府市
- 寿永4年3月24日（1185年4月25日）、壇ノ浦の戦いにて壇ノ浦（下関市）に入水し亡くなった、または戦死した、安徳天皇と平家一門。
  - 安徳天皇 - 平清盛の孫（清盛の娘である徳子の長男）
  - 二位尼（平時子） - 清盛の正室、安徳天皇の祖母
  - 平知盛 - 清盛の四男、母は時子
  - 平資盛 - 清盛の孫（清盛の嫡男である重盛の次男）
  - 平有盛 - 清盛の孫（清盛の嫡男である重盛の四男）
  - 平行盛 - 清盛の孫（清盛の次男である基盛の長男）
  - 平経盛 - 清盛の異母弟
  - 平教盛 - 清盛の異母弟
  - 平教経 - 清盛のおい（教盛の次男）
  - ※平氏の棟梁の平宗盛（清盛の三男）らのように、入水するも引き上げられ捕虜となった者も多い。
- 雪舟 - 守護大名大内氏の庇護を受け山口に滞在。雪舟四大庭園の1つである常栄寺庭園（山口市）が残る。
- フランシスコ・ザビエル - 山口県では「サビエル」と呼ばれる。山口でキリスト教を布教。
- コスメ・デ・トーレス - 山口でキリスト教を布教。
- 毛利輝元 - 毛利元就の孫。安芸国（広島県）出身。長州藩の藩祖。
- 吉川広家 - 毛利元就の孫。周防国岩国領初代領主。
- 宮本武蔵、佐々木小次郎 - 豊前国小倉藩の巌流島（下関市）で決闘。佐々木小次郎は当地で敗死。
- 河上彦斎 - 肥後国（熊本県）出身。幕末の志士。熊本藩士だが、長州で活動。
- 坂本龍馬 - 土佐国（高知県）出身。幕末の志士。何度も長州を訪れ、薩長同盟の成立に協力。
- 所郁太郎 - 美濃国（岐阜県）出身。幕末の志士。長州藩京都藩邸医院総督。

### 放送局

#### NHK山口放送局
- 末田正雄：初任地
- 小野文惠：初任地（1992年4月 - 1997年3月）、山口ふるさと大使（広島県出身）
- 村上由利子：初任地（1996年4月 - 2000年6月）、記者として在籍
- 西堀裕美：初任地（2003年6月 - 2006年3月）
- 打越裕樹：初任地（2005年6月 - 2010年3月）
- 出田奈々：初任地（2006年6月 - 2009年3月）
- 牛田茉友：初任地（2009年6月 - 2012年3月）
- 喜多賢治：山口放送局で2度勤務。

#### テレビ山口
- 香川純也
- 木村智美
- 関谷名加
- 伊賀透浩（→テレビ長崎）
- 柳田純司（→フリー）
- 小野礼子（→フリー）
- 佐藤けい（→フリー）
- 橋本昌子（→フリー）
- 早川友希（→フリー）

#### 山口放送
- 高橋良
- 高橋裕
- 瀬川嘉
- 庄野数馬（→テレビ大阪）
- 小野口奈々（→TVQ九州放送）
- 大河原あゆみ（→フリー）
- 塚田文（→フリー）
- 脇田美代（→フリー）

#### 山口朝日放送
- 柘植忠司
- 楢崎瑞
- 伊藤明日香
- 瀧廣祥子（記者）
- 嶋田健吾（→長崎国際テレビ）
- 濱田隼平（→中京テレビ）
- 市川いずみ（→フリー）
- 河野恵（→フリー）
- 黒宮千香子（→フリー）
- 田中寿江（→フリー）
- 藤田りえ（→フリー）

#### エフエム山口
- 水谷寛
- 築地雄太郎
- 金光一昭
- 木谷美帆（→フリー）

#### コミュニティFM
- 申徹也（コミュニティエフエム下関→フリー）

### スポーツ

#### 大洋ホエールズ
- 渡辺大陸：初代監督
- 中島治康：大洋ホエールズ第2代監督
- 小西得郎：大洋ホエールズ第4代監督
- 荒川昇治
- 荒木茂
- 今西錬太郎
- 岩本義行
- 江田孝
- 大沢清
- 片山博
- 木村勉
- 木村保久
- 清水秀雄
- 杉浦清
- 種田弘
- 長持栄吉

#### 永大産業サッカー部
- 深尾茂（実業家）：永大産業創業者。永大産業サッカー部を創部
- 渡部英麿（元サッカー選手）：永大産業サッカー部創部に尽力
- 大久保賢：初代監督
- 塩澤敏彦：第2代監督
- セルジオ越後：元コーチ
- 平田生雄

#### レノファ山口FC
- 上野展裕：監督
- 岸田和人
- 平林輝良寛
- 森田耕一郎

#### カネボウ陸上競技部
- 伊藤国光
- 入船敏
- 服部孝宏
- 高岡寿成
- 早田俊幸

#### その他スポーツ
- 金無英（プロ野球選手・東北楽天ゴールデンイーグルス所属）：韓国出身、早鞆高校卒
- 高宮和也（プロ野球選手・阪神タイガース所属）：徳山大学卒
- 中東直己（プロ野球選手・広島東洋カープ所属）：東亜大学卒
- 大越基（元プロ野球選手、高校野球監督）：東亜大学卒、早鞆高校監督
- 坂原秀尚（アマチュア野球選手・監督）：下関市生まれ、広島市出身。東亜大学卒、下関国際高校監督
- 井戸伸年（元プロ野球選手）：徳山大学卒
- 深沢和帆（元プロ野球選手）：東亜大学中退
- 古賀康誠（プロ野球選手・東北楽天ゴールデンイーグルス所属）：福岡県出身、下関国際高等学校卒
- 藤田泰成（プロサッカー選手・FC町田ゼルビア所属）：高知県出身、多々良学園高校（現・高川学園高校）卒
- ハウバート・ダン（サッカー選手・横浜スポーツ&カルチャークラブ所属）：神奈川県出身、多々良学園高校卒
- 中村重和（サッカー監督）：徳山大学監督
- 竹腰重丸（元サッカー選手）：旧制山口高校卒
- 後藤太郎（元サッカー監督）：徳山大学前監督
- 貴闘力忠茂（元大相撲関脇）：兵庫県出身。防府市の勝間小学校、国府中学校在籍。
- 智ノ花伸哉（元大相撲小結）：熊本県出身。山口県立大津高等学校教諭から大相撲入門。
- 栗原恵（バレーボール選手、日立リヴァーレ所属）：広島県出身。三田尻女子高等学校（現・誠英高等学校）卒。
- 直弘龍治（元バレーボール選手）：東亜大学卒
- 南克幸（元バレーボール選手、大分三好ヴァイセアドラー）：宮崎県出身、宇部商業高校卒
- 吉村真晴（卓球）：茨城県出身。野田学園高等学校卒。
- SHO（プロレスラー）：徳山大学卒。
- バッドラック・ファレ（プロレスラー）：トンガ出身、徳山大学卒（ラグビー部）。
- マイバッハ谷口（プロレスラー）：徳山大学卒。
- 太田忍（レスリング）：青森県出身、柳井学園高等学校卒。
- 濱田真由（テコンドー）：徳山大学卒。

### 親族が山口県出身の人物
- 芥川龍之介（小説家）：東京都出身。実父：新原敏三が幕末の周防国玖珂郡生見村（岩国市美和町）生まれ。
- 宇多田ヒカル（歌手）：アメリカ合衆国ニューヨーク出身。父：宇多田照實が山口市（旧：佐波郡徳地町）出身。
- 国本梨紗（女優）：長野県白馬村出身。祖父及び父親が山口県出身。
- 重岡大毅（アイドル、WEST.のメンバー）：兵庫県川西市出身。祖父及び父親が山口県出身。
- 谷原章介（俳優）：神奈川県横浜市出身。母が山口県出身。
- とにかく明るい安村（お笑いタレント）：北海道旭川市出身。曾祖父及び祖父が防府市出身。
- 夏目雅子（女優）：東京都生まれ。山口県防府市出身の伊集院静（本名：西山忠来）と結婚。墓は同市大楽寺にある。
- 林遣都（俳優）：滋賀県大津市出身。父が山口県出身。
- 福山雅治（歌手）：長崎県長崎市出身。父方の祖母が山口市出身。
- 橋下徹（政治家）：東京都渋谷区生まれ大阪府大阪市育ち、同府豊中市在住。母親が山口県上関町出身。

### 山口県に住んだことがある人物
- 小野隆洋（トロンボーン演奏者）：静岡県出身。山口芸術短期大学准教授。
- 杉崎美香（フリーアナウンサー）：大分県大分市生まれ。山口大学卒。
- 澄川喜一（彫刻家、東京スカイツリーのデザインの監修者）：島根県生まれ。岩国工業高校卒業。
- どさけん（お笑いタレント）：埼玉県出身。吉本興業の「山口県住みます芸人」
- 中部幾次郎（実業家）：兵庫県明石市出身。下関で林兼商店（現：マルハニチロ）を創業。
- MALIA.（モデル）：神奈川県出身。2021年、長男：新保海鈴のレノファ山口FC加入とコロナ禍でリモートワークが増えたことをきっかけに山口県へ移住。

### 架空の人物
- 吉田松陽（『銀魂』） - 松下村塾先生（モデルは長州藩士：吉田松陰）
- 坂田銀時（『銀魂』） - 松下村塾門下生（モデルは坂田金時）
- 桂小太郎（『銀魂』） - 松下村塾門下生（モデルは長州藩士：桂小五郎）
- 高杉晋助（『銀魂』） - 松下村塾門下生（モデルは長州藩士：高杉晋作）
- 緋村剣心（『るろうに剣心 -明治剣客浪漫譚-』） - 長州藩維新志士「人斬り抜刀斎」